# Fabronia schimperiana
Fabronia schimperiana là một loài Rêu trong họ Fabroniaceae. Loài này được De Not. mô tả khoa học đầu tiên năm 1867.